# Bolivia International
Die Bolivia International sind offene internationale Meisterschaften von Bolivien im Badminton. Das Turnier wurde erstmals im Jahr 2025 ausgetragen.

## Die Sieger
| Saison | Herreneinzel | Dameneinzel   | Herrendoppel                   | Damendoppel                       | Mixed                        |
| ------ | ------------ | ------------- | ------------------------------ | --------------------------------- | ---------------------------- |
| 2025   | Kevin Cordón | Sabrina Solís | Gonzalo Castillo Sharum Durand | Leyanis Contreras Taymara Oropesa | Sharum Durand Namie Miyahira |